# John Y. Mason
John Young Mason (Hicksford, 18 de abril de 1799 — Paris, 3 de outubro de 1859) foi um político, diplomata e juiz federal norte-americano.

## Início de vida, educação e carreira
Nascido em Hicksford, atual Emporia, no Condado de Greensville, Virgínia, Mason frequentou a Universidade da Carolina do Norte em Chapel Hill, onde era um membro da Assembleia Filantrópica. Formou-se em 1816, e, em seguida, em leitura da legislação na Tapping Reeve Law School em Litchfield, Connecticut, para ser admitido no Condado de Southampton, Virgínia, em 1819. Tinha uma ação de direito privado em Southampton County 1821-1831.
Casou se com Mary Ann Fort, filha de um proeminente proprietário de terras, em 1821 e tornou-se plantador próprio, assim como continuou como advogado. Era dono de Fortsville localizada perto de Grizzard, Condado de Sussex, Virgínia.

## Atividades políticas
Serviu na Câmara dos Delegados de Virgínia de 1823 até 1827 e no Senado do Estado de Virgínia de 1827 até 1831, era delegado à convenção constitucional do Estado de 1829 até 1830, e 1831 até 1837 servido na Câmara dos Representantes dos Estados Unidos (no 22º, 23º e 24º Congresso do país), presidindo o Comitê da Câmara sobre Assuntos Externos de 1835 até 1836. Durante este tempo, foi um ativo defensor da maioria das propostas da presidência de Andrew Jackson, mas também era um acérrimo defensor dos direitos dos estados. Jackson aprovou a nomeação de George Henry Thomas para a Academia de West Point em 1836, em sua recomendação. Mais tarde serviu como delegado para a convenção constitucional de Virgínia de 1850.